# غارهای الورا
غارهای الورا در ۳۰ کیلومتری اورنگ‌آباد در ایالت ماهاراشترا هندوستان قرار دارند که بین قرن‌های پنجم و دهم ساخته شده‌اند. غارهای الورا شامل ۱۲ غار بودایی متعلق به قرن‌های ششم و هشتم میلادی، ۱۷ غار هندو متعلق به قرن‌های ششم و نهم، و ۵ غار جین متعلق به قرن هشتم و دهم میلادی هستند که در مجاورت هم ساخته شده‌اند و نشان از هماهنگی مذهبی رایج در این دوره از تاریخ هند می‌باشد. این آثار در سال ۱۹۸۳ در میراث جهانی یونسکو به ثبت رسید.

## نگارخانه

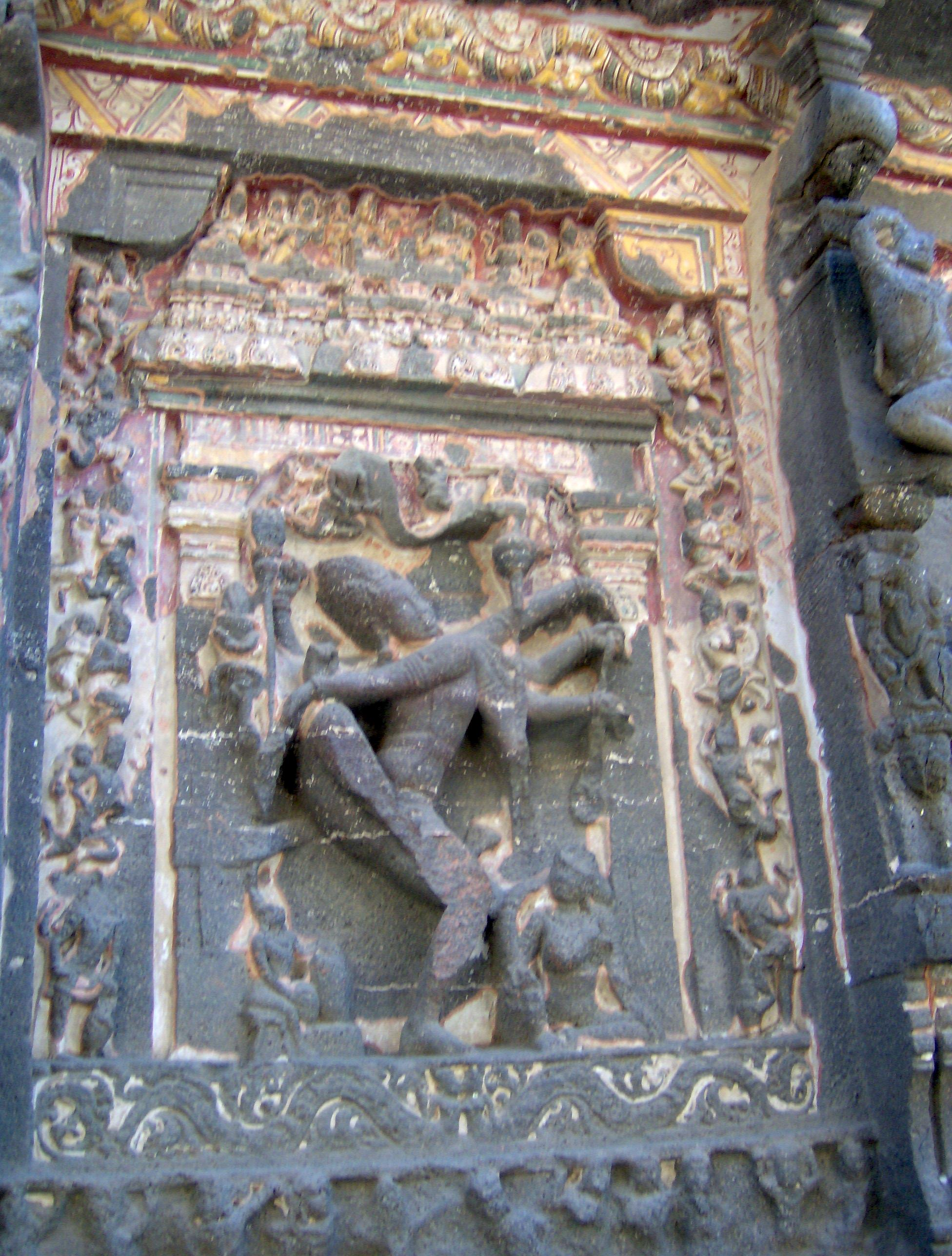
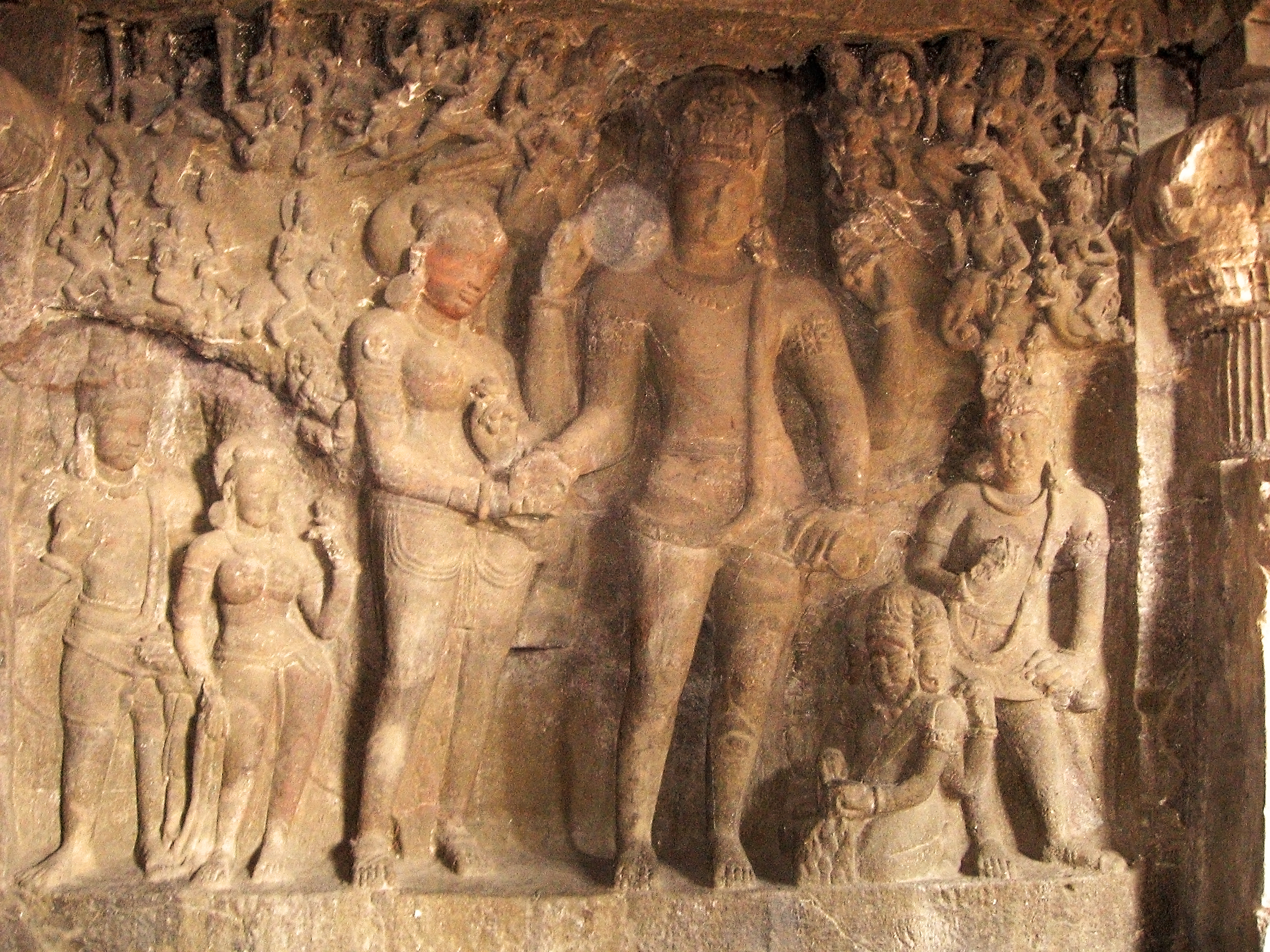